# Цыганов, Сергей Владимирович
Сергей Владимирович Цыганов (род. 23 июня 1985, Новосибирск) — российский тренер по боевому самбо, старший тренер сборной команды Новосибирской области (юноши и юниоры), судья всероссийской категории по самбо. Общественный деятель.

## Известные воспитанники
- Нозимзода, Шахбози Сирожиддин — Обладатель Кубка России и мира, призер чемпионатов России.
- Нилов, Дмитрий Сергеевич — Мастер спорта, призер чемпионата России.